# Leucocarbo onslowi
Il cormorano delle Chatham (Leucocarbo onslowi H. O. Forbes, 1893) è un uccello appartenente alla famiglia dei Falacrocoracidi diffuso nelle isole Chatham.

## Conservazione
La Lista rossa IUCN classifica Leucocarbo onslowi come specie in pericolo critico di estinzione (Critically Endangered).